# Пасіковський Олександр Гнатович
Олександр Гнатович Пасіковський (4 серпня 1910, місто Санкт-Петербург, тепер Російська Федерація — 6 травня 1996, місто Кишинів, Молдова) — молдавський радянський діяч, завідувач загального відділу ЦК КП Молдавії, 1-й секретар Бендерського міського комітету КП(б) Молдавії. Член Ревізійної комісії КП Молдавії в 1951—1952 роках. Кандидат у члени ЦК КП Молдавії в 1956—1958 та 1963—1976 роках. Член ЦК КП Молдавії в 1976—1986 роках. Депутат Верховної Ради Молдавської РСР 3—4-го та 7—11-го скликань.

## Біографія
Народився в родині робітника. Навчався в середній школі. У 1926 році вступив до комсомолу.
З 1928 року працював різноробом, накладником офсетних машин друкарні «Друкований двір» у Ленінграді, секретарем комсомольської організації фабрично-заводського училища при друкарні.
Член ВКП(б) з 1931 року.
У 1931—1933 роках — секретар комітету комсомолу ленінградської друкарні «Друкований двір». Був членом Ленінградського обласного комітету ВЛКСМ.
У березні 1933 року був відряджений партією до Молдавської Автономної Радянської Соціалістичної Республіки.
У 1933—1935 роках — помічник начальника політичного відділу по комсомолу Дубівської машинно-тракторної станції Красноокнянського району Молдавської АРСР.
У 1935—1937 роках — секретар Чернянського районного комітету ЛКСМУ Молдавської АРСР.
У 1937—1938 роках — завідувач відділу Молдавського обласного комітету ЛКСМУ.
У 1938—1941 роках — завідувач відділу пропаганди та агітації, секретар, 2-й секретар Тираспольського міського комітету КП(б)У (з 1940 року — КП(б) Молдавії).
У 1941—1943 роках — завідувач організаційно-інструкторського відділу, 2-й секретар Курського районного комітету ВКП(б) Орджонікідзевського (Ставропольського) краю. У 1943 році відкликаний до Москви.
У 1944—1947 роках — 1-й секретар Бендерського міського комітету КП(б) Молдавії.
У 1947—1948 роках — заступник голови, в 1948—1953 роках — голова виконавчого комітету Тираспольської міської ради депутатів трудящих.
У 1953 році закінчив Республіканську партійну школу при ЦК КП Молдавії.
У 1953—1954 роках — заступник завідувача організаційно-інструкторського відділу Управління справами Ради міністрів Молдавської РСР.
У 1954—1960 роках — голова виконавчого комітету Каушанської районної ради депутатів трудящих.
У січні 1960 — 1966 року — відповідальний організатор; завідувач особливого сектору ЦК КП Молдавії.
У 1966—1985 роках — завідувач загального відділу ЦК КП Молдавії.
З 1985 року — персональний пенсіонер у місті Кишиневі.
Помер 6 травня 1996 року в місті Кишиневі.

## Нагороди
- два ордени Леніна
- два ордени Трудового Червоного Прапора
- орден Дружби народів
- три ордени «Знак Пошани»
- медалі
- Почесний громадянин міста Бендери (1980)